# 窯業

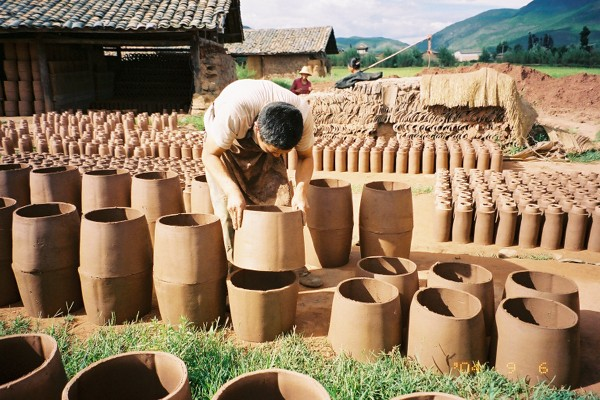
中国雲南省の窯業。粘土瓦を生産する。乾燥させた後、窯で焼きあげた円筒状の焼き物を二分して瓦にする。

窯業（ようぎょう）は、粘土、ケイ砂、石灰岩などの非金属原料を高熱処理して、陶磁器、瓦、ガラス、セメントなどのセラミックス（セラミック、窯業製品とも呼ぶ。）を製造する工業。窯（かま）を使用するため、窯業と呼ばれる。窯の燃料は、伝統的には薪炭、石炭であったが、近年では石油を使用するボイラーや電気窯が普及している。
古代では草葺、茅葺であった家屋の屋根がほとんどであったが、中世からは貴族や武士、僧侶など一部の身分の者の利用する家屋で、粘土瓦を使用した屋根が普及し始めた。磁器やクリスタルガラスの生産が可能になると、調度品として高く評価され、美術品としての価値を生むようにもなった。陶工、陶芸家という職業も社会的地位を確立した。美術品ないし工芸品としては、 七宝やガラスも同様である。ただし、現在の開発途上国の小規模な伝統的窯業にあっては、陶器などの調度品、食器とならんで、建築のための瓦の生産量が多い。
近年では、窯業系サイディング材と呼ばれる建築材料が普及しつつあり、工期の速さや優れた意匠性などの特長、大工・左官職人の不足や施工品質の安定性を求める市場環境から、戸建て住宅の外壁シェアの約7割を占めるまでに市場が拡大している。

## 教育
- 窯業高等学校：2021年4月に愛知県立瀬戸窯業高等学校が愛知県立瀬戸工科高等学校に校名変更したことで学校名としては消滅した。
- 窯業専修学校：佐賀県立有田窯業大学校のみがある。